# Landtagswahlkreis Mecklenburgische Seenplatte I – Vorpommern-Greifswald I
Der Landtagswahlkreis Mecklenburgische Seenplatte I – Vorpommern-Greifswald I (bis 2015: Demmin I) ist ein Landtagswahlkreis in Mecklenburg-Vorpommern. Er umfasst vom Landkreis Mecklenburgische Seenplatte die Städte Dargun und Demmin sowie das Amt Demmin-Land und vom Landkreis Vorpommern-Greifswald die Ämter Jarmen-Tutow und Peenetal/Loitz.

## Wahl 2021
| Partei               | Direktkandidat          | Erststimmen | Zweitstimmen |
| -------------------- | ----------------------- | ----------- | ------------ |
| SPD                  | Anna-Konstanze Schröder | 25,6 %      | 33,7 %       |
| AfD                  | Enrico Schult           | 27,4 %      | 24,0 %       |
| CDU                  | Franz-Robert Liskow     | 26,5 %      | 21,1 %       |
| DIE LINKE            | Dirk Bruhn              | 10,0 %      | 8,0 %        |
| GRÜNE                | Jens Berg               | 3,2 %       | 2,6 %        |
| FDP                  | Johannes Johnke         | 4,8 %       | 4,2 %        |
| NPD                  | –                       | –           | 0,8 %        |
| Tierschutzpartei     | –                       | –           | 1,3 %        |
| Freier Horizont      | Jens Pörksen            | 2,1 %       | 0,8 %        |
| Die PARTEI           | –                       | –           | 0,6 %        |
| FREIE WÄHLER         | –                       | –           | 0,7 %        |
| PIRATEN              | –                       | –           | 0,3 %        |
| DKP                  | –                       | –           | 0,0 %        |
| Bündnis C            | –                       | –           | 0,0 %        |
| TIERSCHUTZ hier!     | –                       | –           | 0,3 %        |
| dieBasis             | –                       | –           | 0,9 %        |
| DiB                  | –                       | –           | 0,0 %        |
| FPA                  | –                       | –           | 0,0 %        |
| LKR                  | –                       | –           | 0,0 %        |
| ÖDP                  | –                       | –           | 0,1 %        |
| Die Humanisten       | –                       | –           | 0,0 %        |
| Gesundheitsforschung | –                       | –           | 0,2 %        |
| Team Todenhöfer      | –                       | –           | 0,1 %        |
| UNABHÄNGIGE          | –                       | –           | 0,2 %        |
| Einzelbewerber       | Andreas Kohl            | 0,4 %       | –            |
| Wahlberechtigte      | 29.076                  | 29.076      | 29.076       |
| Wahlbeteiligung      | 66,0 %                  | 66,0 %      | 66,0 %       |

## Wahl 2016
Bei der Landtagswahl in Mecklenburg-Vorpommern 2016 gab es in diesem Wahlkreis folgendes Ergebnis:
| Partei          | Direktkandidat          | Erststimmen | Zweitstimmen |
| --------------- | ----------------------- | ----------- | ------------ |
| SPD             | Cathleen Kiefert-Demuth | 18,9 %      | 24,1 %       |
| CDU             | Franz-Robert Liskow     | 28,2 %      | 23,3 %       |
| DIE LINKE       | Jeannine Rösler         | 14,3 %      | 12,2 %       |
| GRÜNE           | Gerd Hernacz            | 2,2 %       | 2,5 %        |
| NPD             | –                       | –           | 3,9 %        |
| FDP             | –                       | –           | 2,1 %        |
| PIRATEN         | –                       | –           | 0,3 %        |
| FAMILIE         | –                       | –           | 0,8 %        |
| FREIE WÄHLER    | Eckhardt Tabbert        | 10,1 %      | 3,1 %        |
| Die PARTEI      | Roland Gorsleben        | 1,2 %       | 0,6 %        |
| Die Achtsamen   | –                       | –           | 0,1 %        |
| ALFA            | –                       | –           | 0,5 %        |
| AfD             | Sandro Hersel           | 25,1 %      | 24,4 %       |
| Bündnis C       | –                       | –           | 0,1 %        |
| DKP             | –                       | –           | 0,1 %        |
| Freier Horizont | –                       | –           | 1,0 %        |
| Wahlberechtigte | 30.193                  | 30.193      | 30.193       |
| Wahlbeteiligung | 57,4 %                  | 57,4 %      | 57,4 %       |

## Wahl 2011
Bei der Landtagswahl in Mecklenburg-Vorpommern 2011 gab es folgende Ergebnisse:
| Partei          | Direktkandidat      | Erststimmen     | Zweitstimmen    |
| --------------- | ------------------- | --------------- | --------------- |
| CDU             | Jürgen Seidel       | 44,3 %          | 31,9 %          |
| SPD             | Sabine Kohls        | 34,4 %          | 30,0 %          |
| DIE LINKE       |                     |                 | 18,1 %          |
| NPD             | Alexander Wendt     | 8,5 %           | 7,9 %           |
| GRÜNE           | Manfred Achtenhagen | 6,6 %           | 5,0 %           |
| FDP             | Thomas Wellendorf   | 2,4 %           | 2,5 %           |
| FREIE WÄHLER    | Berthold Riech      | 3,7 %           | 1,5 %           |
| FAMILIE         |                     |                 | 1,2 %           |
| PIRATEN         |                     |                 | 1,0 %           |
| AB              |                     |                 | 0,2 %           |
| Die PARTEI      |                     |                 | 0,2 %           |
| AUF             |                     |                 | 0,1 %           |
| APD             |                     |                 | 0,1 %           |
| REP             |                     |                 | 0,1 %           |
| ödp             |                     |                 | 0,1 %           |
| PBC             |                     |                 | 0,1 %           |
| Wahlberechtigte | 32364 Einwohner     | 32364 Einwohner | 32364 Einwohner |
| Wahlbeteiligung | 46,5 %              | 46,5 %          | 46,5 %          |

## Wahl 2006
Bei der Landtagswahl in Mecklenburg-Vorpommern 2006 gab es folgende Ergebnisse:
| Partei          | Direktkandidat      | Erststimmen     | Zweitstimmen    |
| --------------- | ------------------- | --------------- | --------------- |
| CDU             | Renate Holznagel    | 41,0 %          | 37,7 %          |
| SPD             | Ute Schildt         | 19,3 %          | 21,8 %          |
| PDS             | Siegfried Konieczny | 18,0 %          | 16,2 %          |
| FDP             | Fridjof Matuszewski | 10,5 %          | 10,2 %          |
| NPD             | Enrico Hamisch      | 8,0 %           | 8,8 %           |
| GRÜNE           | Toralf Maske        | 1,9 %           | 2,1 %           |
| FAMILIE         |                     |                 | 1,1 %           |
| Deutschland     | Fred Abraham        | 1,3 %           | 0,7 %           |
| WASG            |                     |                 | 0,4 %           |
| GRAUE           |                     |                 | 0,3 %           |
| Bündnis für M-V |                     |                 | 0,2 %           |
| PBC             |                     |                 | 0,1 %           |
| AGFG            |                     |                 | 0,1 %           |
| AB              |                     |                 | 0,1 %           |
| Offensive D     |                     |                 | 0,1 %           |
| APD             |                     |                 | 0,0 %           |
| Wahlberechtigte | 35022 Einwohner     | 35022 Einwohner | 35022 Einwohner |
| Wahlbeteiligung | 55,6 %              | 55,6 %          | 55,6 %          |

## Wahl 2002
Bei der Landtagswahl in Mecklenburg-Vorpommern 2002 gab es folgende Ergebnisse:
| Partei          | Direktkandidat      | Erststimmen     | Zweitstimmen    |
| --------------- | ------------------- | --------------- | --------------- |
| CDU             | Renate Holznagel    | 46,4 %          | 42,6 %          |
| SPD             | Ute Schildt         | 29,6 %          | 31,8 %          |
| PDS             | Siegfried Konieczny | 18,0 %          | 15,5 %          |
| FDP             | Bernd Kleist        | 4,3 %           | 4,3 %           |
| Schill          |                     |                 | 1,5 %           |
| GRÜNE           |                     |                 | 1,4 %           |
| NPD             | Martin Drechsel     | 1,8 %           | 1,3 %           |
| SPASSPARTEI     |                     |                 | 0,4 %           |
| REP             |                     |                 | 0,3 %           |
| Bürgerpartei MV |                     |                 | 0,3 %           |
| GRAUE           |                     |                 | 0,2 %           |
| V.P.M.V.        |                     |                 | 0,2 %           |
| PBC             |                     |                 | 0,1 %           |
| Wahlberechtigte | 36156 Einwohner     | 36156 Einwohner | 36156 Einwohner |
| Wahlbeteiligung | 68,3 %              | 68,3 %          | 68,3 %          |